# Диеса
Дие́са (др.-греч. δίεσις букв. — «распускание», то есть разделение целого на части; лат. diesis) — микроинтервал, один из наименьших музыкальных интервалов. Равен примерно четверти целого тона. От диесы следует отличать (этимологически родственный) диез.

## Исторический очерк
Первое дошедшее до нас историческое свидетельство о диесе принадлежит Филолаю, который определяет её как остаток от вычитания трёх тонов из квинты или двух тонов из кварты; таким образом, в трактовке Филолая диеса — малый пифагорейский полутон диатонического тетрахорда (позже названный лиммой). Аристоксен назвал диесой 3 микроинтервала различной величины, присущие хроматическому и энармоническому родам мелоса:
1. диеса энармоническая равна четверти целого тона (тетартеморная диеса; охватывает 6 частей тона);
2. диеса мягкой хромы равна трети тона (тритеморная диеса; 8 частей тона);
3. диеса полуторной хромы равна 3/8 целого тона (гемиольная диеса; 9 частей тона).

Энармоническую диесу Аристоксен полагал наименьшим интервалом, который можно воспроизвести голосом и воспринять слухом. Через диесы Аристоксен вычислял величину интервалов в тетрахордных родах: в энармонике 2 нижние ступени соответствуют двум подряд энармоническим диесам, в полуторной хроме две нижние ступени — две подряд гемиольные диесы, в мягкой хроме – две подряд тритеморные диесы.
Тетартеморная и тритеморная диесы позднее встречаются в трудах как пифагорейцев Никомаха и Теона Смирнского (со ссылкой на Адраста), так и аристоксеников Клеонида и Гауденция. Аристид Квинтилиан (III—IV в. н. э.), в целом придерживаясь энармонической диесы в традициях Аристоксена, обращает внимание на то, что диесы неравны.
В латинской античности аристоксеновской традиции полностью держится Марциан Капелла. Боэций в трактате «Основы музыки» различает диесу «древних» (полутоновый интервал в диатоническом тетрахорде) и диесу энармонического рода, определённую им как половина полутона (diesis autem est semitonii dimidium). В другом месте того же трактата энармоническую диесу он называет диасхизмой. Понимание диесы как четверти тона было обычным в Средние века и в эпоху Возрождения, как правило, по Аристоксену в пересказе Боэция. В некоторых трактатах диесе уделялось особое внимание, как, например, в «Разъяснении» Маркетто Падуанского (около 1318 года) и в трактате «Древняя музыка, приведённая к современной практике» Н. Вичентино (1555 год), как интервалу, придающему музыкальной интонации особую выразительность и изысканность. В русской традиции (до 1917 года) термин «диэзис» употреблялся в двух значениях: в значении диеза и в значении микроинтервала, присущего энармонике древних греков. В современной российской справочной и научной литературе с конца 1980-х гг. утвердилась морфологическая передача «диеса», хотя встречается и архаическое написание «диезис».

## Малая диеса
Большая терция равномерно темперированного строя содержит два целых тона, октава — 6 тонов и три большие терции дают одну октаву. Однако в чистом и среднетоновом строе остаётся небольшой интервал, который в музыкальной акустике Нового времени был назван «малой диесой»:
Большая терция чистого строя имеет соотношение частот {\displaystyle {\frac {5}{4}}}; соответственно три терции {\displaystyle \left({\frac {5}{4}}\right)^{3}={\frac {125}{64}}}.
Октава имеет несколько большее соотношение: {\displaystyle {\frac {2}{1}}={\frac {128}{64}}}.
Интервал насчитывает {\displaystyle {\frac {128}{125}}\approx 41{,}06\;\mathrm {Cent} }.

## Большая диеса
Поскольку малая терция содержит 3 полутона, а октава — 12 полутонов, можно ожидать, что четыре малые терции дадут в сумме одну октаву. Это справедливо для равномерно темперированного строя. Однако в натуральном строе остаётся небольшой интервал, который в музыкальной акустике Нового времени был назван «большой диесой»:
Чистая малая терция имеет соотношение частот {\displaystyle {\frac {6}{5}}}; соответственно четыре терции {\displaystyle \left({\frac {6}{5}}\right)^{4}={\frac {1296}{625}}}.
Октава имеет соотношение {\displaystyle {\frac {2}{1}}={\frac {1250}{625}}} несколько меньшее. Разница составляет {\displaystyle {\frac {1296}{1250}}={\frac {648}{625}}\approx 62{,}57\;\mathrm {Cent} }.

## Другие значения термина
В трактате Данте «О народном красноречии» (II.10) латинский термин diesis (Ф. А. Петровский и И. Н. Голенищев-Кутузов передают его по-русски как «диеза») трактуется как синоним итальянского термина volta. В поэтической форме диеса (вольта) — небольшой раздел (строка или несколько строк), выполняющий функцию перехода от одной строфы к другой. В текстомузыкальной форме канцоны (которую описывает Данте) мелодия, на которую распевается диеса, отличается от мелодии, на которую распевается первая часть строфы.